# Hiëronymus Hoppenbrouwers
Hiëronymus Hoppenbrouwers (Achterbroek, 12 maart 1860 - Grimbergen, 27 december 1941) werd geboren als Ludovicus Hoppenbrouwers in Achterbroek, een dorp in Kalmthout. Op 19-jarige leeftijd trad hij toe tot de Abdij van Grimbergen. Op 10 februari 1916 werd hij in opvolging van Evermodus Lahaise tot nieuwe abt verkozen en hij ontving de abtszegening door Kardinaal Mercier. Als wapenspreuk koos hij "Ora et Labora". Onder zijn abbatiaat werd in 1928 het 800-jarig bestaan van de abdij gevierd. Hij overleed op 27 december 1941, op 81-jarige leeftijd.